# USS Hornet (1775)
De USS Hornet (1775) was het eerste zeilschip met deze naam en was een koopvaardijschip, vrachtzeilsloep. Ze werd gecharterd door kapitein William Stone in december 1775 als actief dienstdoend Navyschip onder commando van Stone, als een eenheid van Esek Hopkins' vloot in de Amerikaanse Onafhankelijkheidsoorlog, en voor de strijd tegen de Britten. De eerste twee zeilschepen in de nieuwe Continentale Marine waren de Hornet en de Wasp.

## Geschiedenis
De Hornet werd volledig uitgerust en bewapend voor de strijd te Baltimore, Maryland.
Daarna zeilde hij samen met Hopkins vloot uit, op 18 februari 1776.
Buiten de Kapen van Virginia ontmoette hij het Britse oorlogszeilschip HMS Fly en werd hierdoor verwikkeld in een zeestrijd. Hij was daarna niet in staat om de vloot te vergezellen voor de amfibische landing met sloepen voor een aanval op New Providence, New Jersey. Hij patrouilleerde in de Baai van Delaware voor bijna een jaar. Daarna stevende hij mede door de Engelse blokkade als konvooivrachtschip naar Charleston.
Documenten van zijn actieve diensten zijn onvolledig, na deze periode. Naar het schijnt zou de Hornet in Britse handen gevallen zijn, voor de kust van South Carolina, in de zomer van 1777.

## USSHornet(1775)
- Type: Handelszeilschip (daarna als gewapende handelssloep)
- Gecharterd en doorverkocht: 1775 (naar Amerikaanse Marine)
- Feit: Gekaapt en in beslag genomen door de Britten in 1777
- Voortstuwing: Gezeild
- Bewapening: 10 x 9-pounder kanonnen